# Puig Ros (Forallac)
El Puig Ros és una muntanya de 181 metres que es troba al municipi de Forallac, a la comarca catalana del Baix Empordà.